# انتخابات جمعية أيرلندا الشمالية 2022
عُقدت انتخابات جمعية أيرلندا الشمالية لعام 2022 في 5 مايو 2022. حيث جرى انتخاب 90 عضوا في جمعية أيرلندا الشمالية. تعد هذه سابع انتخابات للجمعية منذ تأسيسها عام 1998. عقدت الانتخابات بعد ثلاثة أشهر من حل السلطة التنفيذية لأيرلندا الشمالية بسبب استقالة الوزير الأول، بول جيفان (الحزب الديمقراطي الاتحادي DUP)، احتجاجًا على بروتوكول أيرلندا الشمالية.
في الجمعية السادسة، التي جرى انتخابها في عام 2017، كان هناك ثمانية أحزاب أعضاء في الجمعية التشريعية (MLAs) وهي: الحزب الاتحادي الديمقراطي (DUP) بقيادة جيفري دونالدسون؛ وحزب شين فين بقيادة ميشيل أونيل؛ وحزب أولستر الوحدوي (UUP) بقيادة دوغ بيتي؛ والحزب الاشتراكي العمالي (SDLP) بقيادة كولوم ايستوود؛ والتحالف بقيادة نعومي لونغ؛ وحزب الخُضر بقيادة كلير بيلي؛ وحزب الأشخاص قبل الربح (PBP) الذين لديهم قيادة جماعية؛ وحزب الصوت الوحدوي التقليدي (TUV) بقيادة جيم أليستر.
وبعد نتيجة هذا الانتخابات أصبح حزب شين فين Sinn Féin أكبر حزب، حيث كانت المرة الأولى التي أسفرت فيها الانتخابات في أيرلندا الشمالية عن فوز حزب قومي بأكبر عدد من المقاعد، وبالتالي له الحق في ترشيح أول وزير أول قومي في أيرلندا الشمالية. حقق التحالف أيضًا مكاسب كبيرة، حيث تجاوز حزب أولستر الوحدوي UUP والحزب الاشتراكي العمالي SDLP ليصبح ثالث أكبر حزب في الجمعية. خسر كل من الحزب الاتحادي الديمقراطي DUP وUUP وSDLP عددًا صغيرًا من المقاعد، وخسر حزب الخضر كلا المقعدين اللذين شغلهما قبل الانتخابات وبالتالي فقد خرج من الجمعية لأول مرة منذ عام 2003.

## خلفية

### الأحداث الانتخابية
في مايو 2013، أعلنت تيريزا فيلييرز، وزيرة الدولة لشؤون أيرلندا الشمالية، أن انتخابات الجمعية المقبلة ستؤجل إلى مايو 2016، وستعقد على فترات زمنية محددة لمدة خمس سنوات بعد ذلك. ينص القسم 7 من قانون أيرلندا الشمالية (أحكام متنوعة) لعام 2014 على إجراء الانتخابات في أول يوم خميس من شهر مايو في السنة الخامسة التي تلي انتخاب الجمعية السابقة، وبذلك صار 5 مايو 2022 هو الموعد المُسبق للانتخابات. يمكن حل الجمعية قبل الموعد المحدد بموجب المادة 31 (1) من قانون أيرلندا الشمالية لعام 1998 في حالة حدوث عدة ظروف تبينها تلك المادة.
في يونيو 2016، صوتت المملكة المتحدة لمغادرة الاتحاد الأوروبي، على الرغم من أن أيرلندا الشمالية صوتت للبقاء. شكّلت عملية الانسحاب حالة من الشك بشكل خاص بالنسبة لأيرلندا الشمالية بسبب احتمالية وجود جمارك على الحدود بين المملكة المتحدة وجمهورية أيرلندا. وخلال تلك الفترة أجريت انتخابات مبكرة لجمعية أيرلندا الشمالية في مارس 2017. وبعد الانتخابات صرح حزب شين فين Sinn Féin أنه لن يعود إلى تقاسم السلطة مع الحزب الاتحادي الديمقراطي دون تغييرات كبيرة في نهج الحزب، بما في ذلك ألا تُصبح أرلين فوستر وزيرة أولى حتى اكتمال التحقيق في فضيحة Renewable Heat Incentive. وعلى مدى السنوات القليلة التالية، جرى تمديد الموعد النهائي لتشكيل مسؤول تنفيذي مرارًا وتكرارًا حيث استمرت المفاوضات دون نجاح.
في 18 أبريل 2017، دعت رئيسة الوزراء تيريزا ماي إلى إجراء انتخابات عامة في 8 يونيو 2017. وخسر حزب المحافظين أغلبيته البرلمانية وسعى إلى اتفاق دعم وتأييد مع الحزب الديمقراطي الاتحادي للبقاء في الحكومة. توصل الحزب الديمقراطي الاتحادي والمحافظون إلى اتفاق في 26 يونيو.
في عام 2019، شهدت المملكة المتحدة اضطرابًا سياسيًا كبيرًا بشأن مسألة كيفية المضي قدمًا في خروج بريطانيا من الاتحاد الأوروبي. شهدت انتخابات البرلمان الأوروبي في مايو 2019 حصول حزب التحالف على المركز الثالث في البرلمان الأوروبي من حزب أولستر الوحدوي (UUP). وانهار دعم الحزب الديمقراطي الاتحادي لحكومة المحافظين بسبب الخلافات حول خطط الحكومة للخروج من الاتحاد الأوربي (بريكست). سعت حكومة المحافظين إلى انتخابات جديدة أجريت في ديسمبر 2019، وفاز الحزب بها بأغلبية كبيرة. وفي إيرلندا الشمالية، ولأول مرة، فازت الأحزاب القومية الأيرلندية التقليدية بمقاعد أكثر من الأحزاب الوحدوية التقليدية. عاد حزبي SDLP والتحالف إلى مجلس العموم، في حين شهد الحزب الديمقراطي الاتحادي وحزب شين فين انخفاضًا في حصة التصويت بأكثر من 5 ٪.
جرى إعادة تأسيس اتفاق بين حزب DUP وحزب شين فين (DUP/Sinn Féin) في 10 يناير 2020 باتفاق «العقد الجديد، اتفاقية النهج الجديد»، مما أحبط إجراء انتخابات جديدة فورية. وبحلول نهاية فبراير 2020 حدث انتشار لوباء COVID-19 في أيرلندا الشمالية.
في 15 يناير 2022، اتُهمت حكومة المملكة المتحدة بالتدخل في الانتخابات من خلال إعادة فرض الولايات المزدوجة dual mandates، التي ألغيت في عام 2016. مما مكن النواب مثل دونالدسون من الحصول على مقاعد في Stormont بالإضافة إلى Westminster، ولكن جرى سحب الخطط بعد أربعة أيام.

### تغييرات القيادة
في 28 أبريل 2021، أعلنت أرلين فوستر أنها ستستقيل من منصبها كزعيمة للحزب الديمقراطي الاتحادي في 28 مايو ومن منصبها كوزيرة أولى في يونيو 2021 بعد توقيع أكثر من 20 عضوًا في الحزب الديمقراطي الاتحادي وأربعة نواب من الحزب خطابًا «... يعبرون عن عدم ثقتهم في قيادتها». فاز إدوين بوتس بفارق ضئيل في انتخابات القيادة اللاحقة للحزب في مايو 2021، لكنه أعلن استقالته بعد 21 يومًا. بينما ترشح المرشح الثاني في الانتخابات، جيفري دونالدسون، دون معارضة في انتخابات قيادة الحزب الديمقراطي الاتحادي في يونيو 2021 ولعدم وجود مرشحين آخرين اختار الحزب عدم إجراء الاقتراع (بعض الأحزاب تقوم بالتصويت على القيادة أو الاقتراع حتى مع وجود مرشح واحد، ويكون الخيار الآخر هو إعادة فتح الترشيحات). جرى التصديق على دونالدسون كزعيم للحزب في 30 يونيو 2021. في هذه الأثناء، بعد أن اختار بوتس ألا يحل محل فوستر في منصب الوزير الأول، تولى بول جيفان المنصب في 17 يونيو 2021.
أعلن ستيف إيكن استقالته من رئاسة الاتحاد UUP في 8 مايو 2021، وتولي دوغ بيتي المنصب بعد تسعة أيام بعد الترشح دون معارضة.

### بروتوكول أيرلندا الشمالية
بروتوكول أيرلندا الشمالية هو بروتوكول لاتفاقية انسحاب المملكة المتحدة من الاتحاد الأوروبي، والذي يحكم قضايا الجمارك والهجرة على الحدود في جزيرة أيرلندا بين المملكة المتحدة والاتحاد الأوروبي، وفي بعض جوانب التجارة في البضائع بين أيرلندا الشمالية وبقية المملكة المتحدة. جرى التفاوض على شروطها في عام 2019، والتصديق عليها في ديسمبر 2020. نظرًا للنزاع الداخلي الذي دام ثلاثين عامًا في أيرلندا الشمالية، تتمتع الحدود بين المملكة المتحدة وأيرلندا بوضع خاص منذ أن انتهى هذا الصراع باتفاقية بلفاست / اتفاقية الجمعة العظيمة لعام 1998. كجزء من عملية السلام في أيرلندا الشمالية، كانت الحدود غير مرئية إلى حد كبير، دون أي حاجز مادي أو عمليات تفتيش جمركية على نقاط العبور العديدة ؛ أصبح هذا الترتيب ممكنًا بفضل العضوية المشتركة لكلا البلدين في كل من السوق الموحدة للاتحاد الأوروبي والاتحاد الجمركي، ومنطقة السفر المشتركة بينهما.
هدد الحزب الديمقراطي الاتحادي بالانسحاب من حكومة تقاسم السلطة في ستورمونت في 9 سبتمبر 2021، مما أدى إلى انتخابات مبكرة «في غضون أسابيع»، ما لم يجري إلغاء البروتوكول. وحذر دونالدسون: «أقول ليس كتهديد ولكن كأمر واقع سياسي أن مؤسساتنا السياسية لن تنجو من الفشل في حل المشاكل التي أوجدها البروتوكول». في الأسبوع التالي، اتهم زعيم الحزب الديمقراطي الاشتراكي العُمالي كولوم إيستوود الحزب الاتحادي الديمقراطي بارتكاب «ضربة قاضية» ودعا إلى قانون جديد لوقف إجراء انتخابات مبكرة. وقال لأقرانه إن «التوازن الدستوري الدقيق» في أيرلندا الشمالية «هش للغاية لدرجة ألا يسمح لأحد ممارسة الألعاب معه».
في 3 فبراير 2022، استقالت جيفان من منصب الوزير الأول احتجاجًا على البروتوكول، مما أدى تلقائيًا إلى فقدان نائبة الوزير الأول دورها وانهيار السلطة التنفيذية لأيرلندا الشمالية. قال النائب عن حزب المحافظين جاكوب ريس-موج إن حكومة المملكة المتحدة سوف «تُصلح» البروتوكول إذا لم يفعل الاتحاد الأوروبي ذلك، بينما أفيد أيضًا أن وستمنستر تخطط لتشريع يمنح الوزراء صلاحيات لإلغاء البروتوكول تمامًا. خلال تجمع حاشد في بيليمينا في 30 أبريل، قال زعيم TUV جيم أليستر أن السلطة التنفيذية لن تعود إلا إذا أُزيل البروتوكول.

### دعوات لإجراء انتخابات مبكرة
بعد انهيار الجمعية، دعا كل من حزب شين فين وحزب DUP إلى إجراء انتخابات مبكرة، لكن حزبي UUP وSDLP وكذلك حزب التحالف عارضوا الفكرة. استبعد وزير إيرلندا الشمالية براندون لويس إجراء انتخابات مبكرة، قائلاً إن الأولوية هي إعادة الجمعية وتشغيلها مرة أخرى. وبعد أسبوعين ادعى لويس أن هناك «مخاطرة حقيقية» بعدم عودة السلطة التنفيذية بعد الانتخابات.

## المرشحون
فتحت باب الترشيحات في 29 مارس 2022 لانتخابات الجمعية وأغلقت في 8 أبريل 2022.
تنافس ما مجموعه 239 مرشحًا على 90 مقعدًا متاحًا في الجمعية، بزيادة قدرها 228 عن عام 2016. ترشحت سبع وثمانون امرأة في الانتخابات، وهو أعلى رقم في التاريخ. وتوزعت المقاعد على 18 دائرة، ولكل دائرة خمسة مقاعد. وجرت الانتخابات باستخدام نظام الصوت الواحد القابل للتحويل.

## النتائج
جرى فرز الأصوات في 6 و7 مايو.
|                                 |                                     |           |        |      |         |      |
| الحزب                           | الحزب                               | الأصوات   | %      | +/–  | المقاعد | +/–  |
|                                 | شين فين                             | 250٬388   | 29.02  | +1.1 | 27      | –    |
|                                 | الحزب الديمقراطي الاتحادي           | 184٬002   | 21.33  | -6.7 | 25      | -3   |
|                                 | حزب التحالف لأيرلندا الشمالية ‏      | 116٬681   | 13.53  | +4.5 | 17      | +9   |
|                                 | حزب ألستر الوحدوي                   | 96٬390    | 11.17  | -1.7 | 9       | -1   |
|                                 | الحزب الاشتراكي العمالي             | 78٬237    | 9.07   | -2.9 | 8       | -4   |
|                                 | الصوت الوحدوي التقليدي ‏             | 65٬788    | 7.63   | +5.1 | 1       | –    |
|                                 | حزب الخضر لأيرلندا الشمالية ‏        | 16٬433    | 1.90   | -0.4 | –       | -2   |
|                                 | الموافقة ‏                           | 12٬777    | 1.48   | جديد | –       | جديد |
|                                 | الناس قبل الأرباح ‏                  | 9٬798     | 1.14   | -0.6 | 1       | –    |
|                                 | الحزب الاتحادي التقدمي ‏             | 2٬665     | 0.31   | -0.4 | –       | –    |
|                                 | الحزب الاشتراكي الجمهوري الأيرلندي ‏ | 1٬869     | 0.22   | جديد | –       | جديد |
|                                 | حزب العمال الأيرلندي ‏               | 839       | 0.10   | -0.1 | –       | –    |
|                                 | Cross-Community Labour Alternative  | 602       | 0.07   | -0.3 | –       | –    |
|                                 | الحزب الاشتراكي ‏                    | 524       | 0.06   | جديد | –       | جديد |
|                                 | محافظو أيرلندا الشمالية ‏            | 254       | 0.03   | -0.3 | –       | –    |
|                                 | حزب التراث ‏                         | 128       | 0.01   | جديد | –       | جديد |
|                                 | حزب الاستمرار                       | 13        | 0.00   | جديد | –       | جديد |
|                                 | مستقلون                             | 25٬315    | 2.93   | 1.1  | 2       | +1   |
| المجموع                         | المجموع                             | 862٬703   | 100.00 | –    | 90      | –    |
|                                 |                                     |           |        |      |         |      |
| الأصوات الصحيحة                 | الأصوات الصحيحة                     | 862٬703   | 98.73  |      |         |      |
| الأصوات الباطلة والفارغة        | الأصوات الباطلة والفارغة            | 11٬078    | 1.27   |      |         |      |
| مجموع الأصوات                   | مجموع الأصوات                       | 873٬781   | 100.00 |      |         |      |
| الناخبين المسجلين ومعدل الإقبال | الناخبين المسجلين ومعدل الإقبال     | 1٬373٬731 | 63.61  |      |         |      |

حقق حزبي التحالف وTUV أعلى نسبة تصويت لأول تفضيل لهما على الإطلاق في انتخابات الجمعية، بينما حصل كل من حزبي UUP وSDLP على أقل حصص تصويت لهما على الإطلاق. أعيد انتخاب أليكس إيستون، الذي ترك الحزب الديمقراطي الاتحادي عام 2021، كمستقل. صرح إيستوود أن أنصار الحزب الاشتراكي الديمقراطي العمالي قدَّموا دعمهم لشين فين في هذه الانتخابات حيث «... أراد الناس إرسال رسالة، لقد أرادوا ركل الحزب الديمقراطي الاتحادي وأعتقد أن هذا هو ما قرروا القيام به».